# 格拉倫察

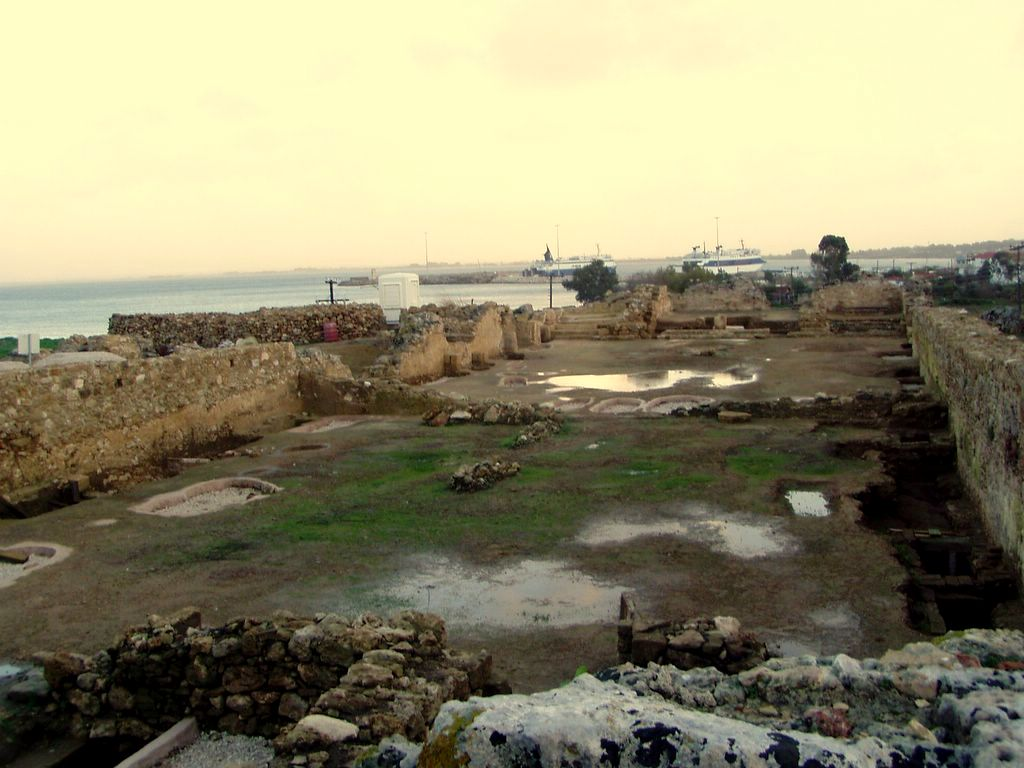
格拉倫察的教堂遺跡

格拉倫察（希臘語：Γλαρέντζα）是希臘的一個中世紀城鎮遺址，位於希臘南部伯羅奔尼撒半島最西端。這座城鎮始建於13世紀中期，是亞該亞侯國的主要港口。1428年，這座城鎮被割讓給摩里亞專制國，但在1460年被鄂圖曼帝國征服。16世紀後，該城鎮被遺棄並淪為廢墟。

## 外部連結
- D. Athanasoulis, Γλαρέντζα - Clarence （页面存档备份，存于）

37°56′24″N 21°08′14″E / 37.940005°N 21.137137°E